# 张皇后 (明世宗)
張皇后（？—1537年），有說名七姐，衛輝府新鄉縣人，錦衣衛指揮僉事張楫之女。明朝明世宗朱厚熜的第二任皇后，後被廢黜，稱為廢后張氏、繼后張氏。

## 生平
据張氏族兄弟張湧所立碑文，可知她的家族世居新鄉縣西南唐馬，張皇后之祖父張鐸娶了李氏，生有張楫，張楫年少時曾在泮水求學，但未能實現他的抱負。後來，張楫迎娶薛氏為妻，生了一個女兒，名叫七姐。張楫的品德出眾，隨著年齡增長，讚譽他的人越來越多。嘉靖元年（1522年），張氏與孝潔肅皇后陳氏、文恭妃一起中選入宮，十月十六日，嘉靖帝派遣武定侯郭勛、惠安伯張偉充正使，大學士楊廷和、蔣冕充副使，冊封文氏為恭妃、張氏為順妃。根據黃佐在正德十六年撰寫的《乾清宮賦》，當時乾清宮、坤寧宮的兩側共有六座寢宮，「東則延祺、鐘粹、毓德，西則啟祥、降禧、景仁」，文、張二妃應分別在其中一座寢宮內居住。
嘉靖三年（1524年）五月初二日，因應文恭妃之父錦衣衛右所正千戶文榮與張順妃之父張楫的請求，嘉靖帝加陞他們為本衛帶俸指揮僉事，九月初七日，給文榮漷縣昌平州等地三十七頃、張楫南宮新河縣等地三十九頃，同年九月十一日，錦衣衛指揮張楫再次請求賜予豐潤縣泊南莊地，戶部「按籍無有」，認為張楫貪得無厭，嘉靖帝也不批准這個請求。
嘉靖七年（1528年）八月二十九日，詔准皇親文榮、張楫的請求，讓其錦衣衞帶俸指揮僉事的職位世襲。十月初二日，陳皇后去世。閏十月三十日，嘉靖帝與大學士張璁商議冊立繼任皇后的問題。張璁認為天子需要有皇后來共同承擔宗廟祭祀的重任，故皇后之位不宜長期空缺。嘉靖帝回覆說自己德行微薄，行為多有過失，身為承接祖宗大位的皇帝，卻讓原配皇后早逝，也遲遲未立儲君，每想到這些問題便深感憂慮。如今，冊立皇后之事非常難辦，或者再等待幾年也不算太晚。他不敢違背聖母蔣太后的教誨，但又擔心繼立的皇后會帶來不祥，因為人的善惡出自本性，雖然偶爾有人能改惡從善，但現在很難找到這樣的人，何況君子必須匹配賢淑的女子，而皇后更加需要謹慎選擇。嘉靖帝回憶起宮中那些品行不端的婦人在他初婚時獨斷專行，日日夜夜在蔣太后面前進言，太后卻未能察覺她們的別有用心，如果再讓這些婦人參與冊立繼任皇后的事，不如乾脆不立皇后。嘉靖帝重申自己所看重的只有德行與賢能，而非偏愛美色的私心，但是如果選擇有德之人繼立皇后，恐怕會引發不滿和怨恨，譏諷讒言也必定接踵而至。最後，嘉靖帝在諭旨中指示張璁等人將昨日引用的聖母教誨與這份旨意抄錄一份，與同僚秘密商議冊立皇后之事。十一月初九日，大學士楊一清等人上奏說悼靈皇后陳氏去世已兩個多月，朝廷內外的大臣日夜牽掛，懇請嘉靖帝遵循明宣宗與明憲宗的先例，親自從妃嬪中選定一位賢德之人冊立為皇后，正位中宮，吏部尚書桂蕚及十三道御史丘道隆等人也分別上疏請求冊立皇后。對此，嘉靖帝下旨曰：「覽卿等所奏，具悉忠愛至情，朕已遵慈命，從卿等所奏，別有勑諭禮部矣。」翌日，嘉靖帝對禮部下旨說：「今順妃張氏，往奉聖母所簡，冊以為妃，侍朕以來，克盡禮道，性資端慎，淑德允諧，可冊立為皇后，以相朕宗廟之事，共奉兩宮之養」。由此可知，張順妃當初由聖母蔣太后親自選拔，冊封為妃，侍奉嘉靖帝以來，恪守禮法，性情端莊謹慎，德行優秀，適合冊立為皇后，以協助處理宗廟祭祀與奉養兩宮皇太后之事。嘉靖帝又命禮部立即會同翰林院商議及擬定冊立皇后的儀式，選定吉日後上奏。同年十一月二十八日，正式冊立順妃張氏為皇后，遣武定侯郭勛持節，大學士楊一清捧冊，張璁捧寶行禮。
根據毛奇齡撰《勝朝彤史拾遺記》及何喬遠撰《名山藏》的記載，嘉靖七年十月，嘉靖帝在張、文二妃奉茶進茗時，「循視其手」。孝潔肅皇后動怒，扔下杯子並起身，嘉靖帝因而大怒，讓皇后因過度驚恐而流產，隨後去世。有學者指出，文、張二妃以恭、順為封號，且文恭妃列銜在前，張順妃在後，換言之文恭妃就是東宮，但嘉靖帝在冊立繼后時，卻捨棄東宮文氏，選擇西宮張氏為皇后。對此，有兩種猜測：一說文恭妃在孝潔肅皇后去世時已「因罪退閒」；另一說文氏在張氏被立為繼后時，感到不忿，得罪嘉靖帝而被退閒。据杨一清的记载，嘉靖帝的母亲蒋太后促使嘉靖帝冊立继后，並曾說：「悼靈皇后已發引。喪事既畢，吉禮為何不舉？宗祀甚重，況坤寧內治不可久虛，汝其念之」。
張皇后溫順柔婉，很合嘉靖帝的心意。每年祭祀時，張皇后必定為嘉靖帝分擔宗廟祭祀的職責。每逢春天，她便帶領妃嬪進行親蠶禮，並每天在宮中講授蔣太后的《女訓》。她還曾經誦讀翰林學士撰寫的《內則新詩》，讓宮人唱誦。

## 被廢、逝世
嘉靖十三年正月初六日（1534年1月19日），嘉靖帝將皇后張氏廢黜，降諭禮部曰：「朕惟陰所以相陽，若地之承天者也。夫為妻綱，婦道曰敬順而已矣。元配既早失，乃因助祀不可無人，列御不可無統，遂封張氏為皇后。恩禮之所加遇特甚。近乃多不思順，不敬不遜屢者，朕以恩待。昨又侮肆不悛，視朕若何。如此之婦，焉克承乾？今退閒別所，收其皇后冊寶，天下並停賀箋，如敕奉行。」 此諭旨的意思大致是指元配陳皇后去世之後，嘉靖帝認為需要有人協助進行祭祀和統領後宮妃嬪，便冊立張氏為皇后，給予她極高的恩寵與禮遇，近來張皇后多次不順從他，屢次做出不恭敬、不謙遜的舉動，嘉靖帝仍恩待她，可是昨日張皇后又恣意欺侮，毫不悔改，令嘉靖帝覺得張皇后已經不能擔當皇后的重任，便將她貶退到別處居所，收回她的皇后冊寶，並且要求天下各地停止向張氏呈進賀表。
張皇后被廢的具體原因待考。明朝文學家沈德符所撰的《萬曆野獲編》稱張皇后被廢時，內閣首輔張璁剛從永嘉被召回，再次擔任首輔，卻未極力勸阻嘉靖帝；禮部尚書夏言深受皇帝信任，卻沉默不語；即使是臺諫官員，亦無人上疏勸阻。嘉靖帝也未將廢后的具體罪狀公告宗廟或天下，只說她「不敬不遜、侮肆不悛」，後世學者至今仍不清楚具體原因，王世貞對本朝史事記載極為詳盡，唯獨對此事語焉不詳；前輩如鄭端簡、雷豐城等人當時已在朝中，均有史才，但他們的著作也未提及廢后的具體原因。據說，建昌侯張延齡因罪當死，昭聖皇太后向張皇后乞求哀憫。張皇后便趁新年侍奉嘉靖帝時，在宴會上略微提及此事，怎料嘉靖帝大怒，當即命人脫去她的冠服，施以鞭打，最後在正月初六日廢黜張皇后，不久之後的正月初八日，嘉靖帝即下詔冊封德妃方氏為皇后，可見嘉靖帝早已有意如此。沈德符認為廢后與張延齡事件有關的說法，似乎較為可信。類似的說法也見於原任東閣大學士、禮部尚書朱國禎所撰的《湧幢小品》。朱國禎說他小時候聽一位老儒生說，張皇后被廢的真正原因跟張延齡有關。嘉靖帝因昭聖皇太后初年壓制其生母章聖皇太后之事而甚為憤怒，而昭聖皇太后的兄弟張延齡樹敵眾多，被人告發下獄，令昭聖皇太后感到焦急，希望趁皇子誕生之際，向嘉靖帝祝賀並求情。嘉靖帝推辭她，昭聖皇太后便再次請求，嘉靖帝又再次推辭她，讓昭聖皇太后更加急迫，於是托張皇后代為說情。當時，張皇后正受寵愛，趁夜宴向嘉靖帝轉述太后的意思，而太后也派人傳話說「延齡事將就罷」。嘉靖帝早已不滿，曾經告知內閣大臣太后的言行，但尚未發作，聽到張皇后這番言話之後，大怒，當即命人脫下張皇后的冠服，並施以杖罰，第二天便下旨廢黜皇后，張延齡最終也被處死。
嘉靖十五年二月初一日，聖節使金光轍從北京返回朝鮮，中宗在思政殿引見金光轍。金光轍提到他在路途中遇到監生張雲霓和魏朝聘，張、魏二人聲稱他們從平日交好的宦官那裡打聽到一些宮禁之事。例如，張皇后受寵，嘉靖帝在一次宴會中命令陳皇后敬酒時，看到她面露不悅之色而動怒，陳皇后三次敬酒，嘉靖帝都不飲，最後甚至把酒杯擲出去，當即命令她罰跪，隨後與張皇后進入別室，直到深夜才讓陳皇后離去。陳皇后因心力交瘁而患病，不久之後便去世。又例如，哀冲太子出生時，張皇后曾面露不悅之色。後來，哀沖太子夭折，有人讒言說張皇后詛咒太子，導致太子死亡。嘉靖帝因此大怒，把張皇后廢黜並幽禁在冷宮。然而，張皇后性格溫柔和順，即使被廢黜在冷宮，聽聞嘉靖帝生病時，她決定斷絕飲食，日夜向天祈禱，願以自身代嘉靖帝受病。嘉靖帝聽聞此事之後，後悔之前的決定，想要恢復她的皇后之位，但時機已不允許。其實，進賀使蘇世讓早在嘉靖十三年四月二十四日，就曾向中宗𢑥報他打聽到的廢后消息。當時，蘇世讓從序班夏麟等人打聽到嘉靖帝自正月開始有感冒風疾，輟朝至今已經三個月，現已痊癒，但下層僕役間傳言嘉靖帝多內寵，縱慾過度導致患病，康復甚難。蘇世讓在會同館與人接觸不多，見聞有限，能交談的只有序班而已。問及廢后緣由時，序班僅回答曰：「但聞以不敬、不遜，作孽而廢而已。宮禁事嚴密，難得詳知矣。」其後，蘇世讓詢問館內的下人時，他們說：「皇后因妬忌，欲自縊於帝前，又多不恭之事，故廢置別宮矣。」這說法似乎比較詳細，但消息並非來自文人、士大夫，而是下人之間的傳言。蘇世讓認為朝中之人大體上對於觸犯皇帝的言論，什麼都敢說，肆無忌憚，因此這些下人之間的傳言可信性低，之前在與通事往來書信時，並未上報。
嘉靖十五年閏十二月初三日（1537年1月14日），「廢后張氏」薨逝，嘉靖帝下旨其喪禮依照明憲宗廢后吳氏之例辦理，即是參照正德四年正月明憲宗廢后吳氏去世後，明武宗所降下的諭旨辦理廢后張氏的喪禮：「喪禮倣英廟惠妃故事，太常寺以祭儀請命，歲時用素羞，別祭於墓所。」其後，張氏葬於金山。《明世宗肅皇帝實錄》有嘉靖十八年十二月初四日「賜錦衣衛指揮僉事張楫妻薛氏祭葬如例。楫，繼后張氏父也」，以及嘉靖二十年七月初八日「給故錦衣衛帶俸指揮僉事張楫祭葬。楫，継后張氏父也」的記載，顯示「廢后張氏」去世後仍被官方承認為嘉靖帝的繼后。

## 延伸閱讀
[在维基数据编辑]
 《明史卷一百一十四》，出自《明史》